# Сара (приток Оби)

Сара — река в городе Колпашево Томской области России. Устье реки находится в 2408 км по левому берегу реки Обь. Длина реки составляет 16 км. 

## Данные водного реестра
По данным государственного водного реестра России относится к Верхнеобскому бассейновому округу, водохозяйственный участок реки — Обь от впадения реки Чулым до впадения реки Кеть, речной подбассейн реки — Чулым. Речной бассейн реки — (Верхняя) Обь до впадения Иртыша.